# Atwood, Kansas
Atwood là một thành phố thuộc quận Rawlins, tiểu bang Kansas, Hoa Kỳ. Năm 2010, dân số của xã này là 1194 người.

## Dân số
Dân số các năm:
- Năm 2000: 1279 người
- Năm 2010: 1194 người